# Fiat 130 HP
El Fiat 130 HP fue uno de los más importantes coches de carreras del Grand Prix, equivalente a la actual Fórmula 1. Construido por el fabricante italiano Fiat en 1907 y diseñado por Giovanni Enrico, el Fiat 130 HP incluía nuevas características de diseño, como válvulas superiores y cámaras de compresión. Las palancas de freno, el control de la caja de cambios y la columna de dirección estaban construidos con tubos perforados para aligerar al máximo su peso. Fue elegido por el director técnico de Fiat, Carlo Cavalli, para que participara en el Gran Premio de Francia, lo que limitaba su consumo máximo por debajo de los 30 litros por cada 100 km. De esa forma, Fiat adaptó el motor para conseguir un alto rendimiento a bajo consumo, gracias a su fantástico retorno, y poder cumplir con esta imposición.

## Historia
Hasta 1906, Fiat solo había obtenido éxitos limitados en los circuitos de carreras debido a su uso de coches menos potentes. El más exitoso de estos modelos fue el Corsa 28/40HP, que proporcionaba un máximo de 40 cv. Otro éxito del diseño fue el Fiat 60 HP, con 60 caballos de fuerza. El fabricante carecía de una alta potencia de motor en comparación con el francés Renault, que dominó el circuito en ese momento con el Renault Grand Prix, que contaba con 90 cv de potencia. En 1907, una nueva fórmula fue introducida para el Gran Premio de carreras de motor, permitiendo a los coches con más grandes y con motores más pesados competir. El nuevo reglamento incluía cambios en el consumo de combustible (hasta un máximo de 30 litros a los 100 km/9.42 mpg) y se eliminaba el límite de peso y el desplazamiento. Fiat decidió desarrollar un nuevo coche de carreras diseñado para los nuevos estándares y contó con un motor que podría generar 130 HP.

## Datos técnicos
El proyecto fue confiado a John Henry como el jefe este anteriormente había trabajado como codiseñador en una versión anterior de 100 HP en 1905. Desarrolló el modelo de 130 HP, junto al diseñador Giovanni Enrico y directores técnicos como Guido Fornaca y Carlo Cavalli. El nuevo diseño tenía una cadena de transmisión final y una frontal de 4 cilindros, 16,286 cc motor. El nuevo motor incorporaba varias innovaciones de su tiempo, incluyendo un oversquare diámetro mayor que la carrera, válvulas en cabeza, cámaras de combustión hemisféricas , céntrico y bujías.
El encendido de los 130 HP fue proporcionada por un Simms-Bosch magneto, mientras que el poder estaba controlado por un solo carburador. A pesar de que el peso de más de 1000 kg (cada pistón tenía un peso de 4.5 kg), las ruedas todavía estaban hechas de madera.

## Anécdotas
El coche se comportó bien durante la Targa Florio (primera carrera de la temporada), que fue ganada por Felice Nazzaro, seguido por Vincenzo Lancia, que llegó en segundo lugar. Nazzaro también ganó el Kaiserpreis que tuvo lugar en el circuito Taunus. Los otros dos coches, que Fiat había confiado a Vincenzo Lancia y Louis Wagner, terminaron quinto y sexto, respectivamente.
El equipo de Nazzaro, con Wagner y Lancia, fue implementado en 1907 durante el Gran Premio de Francia, que tuvo lugar en la localidad de Dieppe. Durante las 3 primeras vueltas, Wagner mantuvo el liderato, pero debido a un fallo tuvo que retirarse de la carrera. Lancia tomó la iniciativa, aunque por poco tiempo, debido a problemas en el motor; al final, también se retiró. La carrera fue ganada por Nazzaro.